# Wilhelm Josef Wings
Wilhelm Josef Wings (auch Wilhelm Joseph Wings; * 1818 in Baesweiler; † 17. Oktober 1865 in Köln) war ein deutscher Bildhauer.

## Leben und Wirken
Wilhelm Joseph Wings wurde 1818 als Sohn des Schreiners Joseph Wings und seiner Ehefrau Agnes geb. Derichs in Baesweiler geboren. Er studierte sechs Jahre an niederländischen Schulen. Elf Jahre verbrachte er an seiner ersten Wirkungsstätte in Aachen. Anschließend wohnte und arbeitete er in Wegberg. 1861 verließ er Wegberg und zog mit seiner Familie in die Heimatstadt seiner Ehefrau Laura Auguste geb. Imhoff (1822–1886), einer Tochter des Bildhauers Wilhelm Joseph Imhoff, nach Köln, wo er 1865 verstarb.

## Werke (Auswahl)

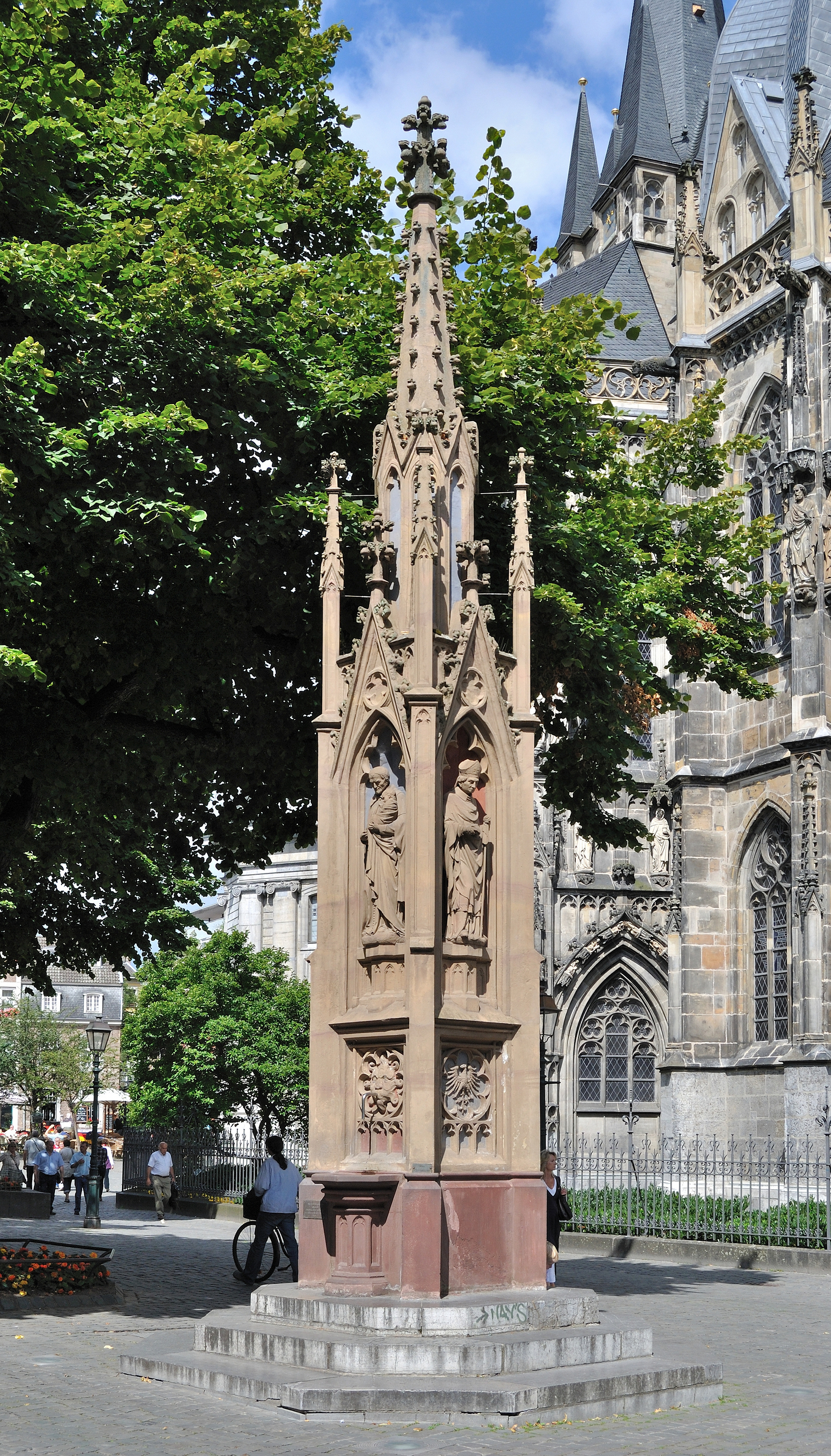
Vinzenzbrunnen, Münsterplatz Aachen, in Zusammenarbeit mit Gottfried Götting geschaffen

Wings arbeitete als Bildhauer, Steinmetz, Zeichner und Modelleur. Mehrfach wird er im Erkelenzer Kreisblatt mit Inseraten und Berichten erwähnt. Aus verschiedenen Quellen lässt sich sein Werk erschließen. So nahm er gleich mit zwei Zeichnungen an einem Wettbewerb für die Fassadengestaltung des Aachener Rathauses teil (1853/54). Im ehemaligen Kreis Erkelenz sind vier Grabmonumente von ihm erhalten geblieben. In der Pfarrkirche St. Peter und Paul Wegberg hat er zwei Seitenaltäre, der südliche mit einem Heiligen Grab, geschaffen.

### Moses-Figur (Herzogenrath)

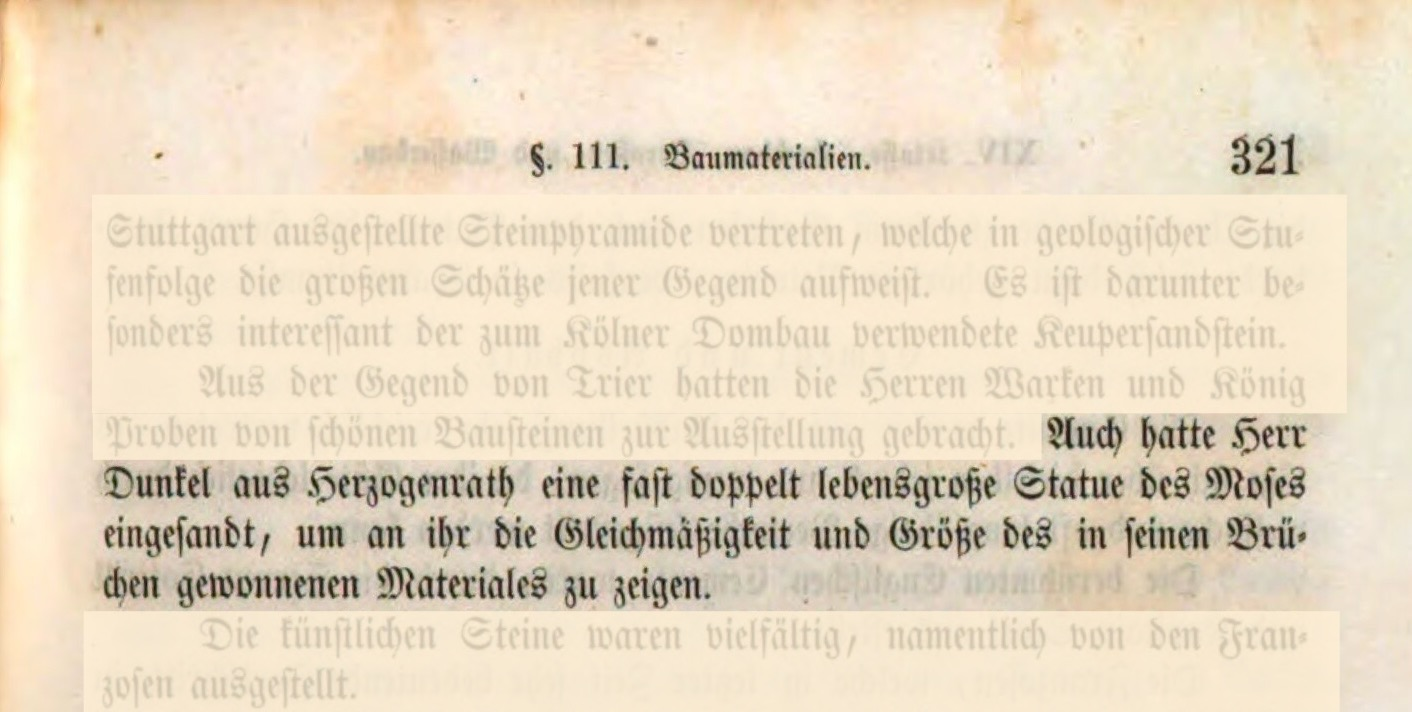
Weltausstellung Paris 1855, Amtlicher Bericht S. 321, Moses-Figur als Werbung für die Gleichmäßigkeit des Sandsteins
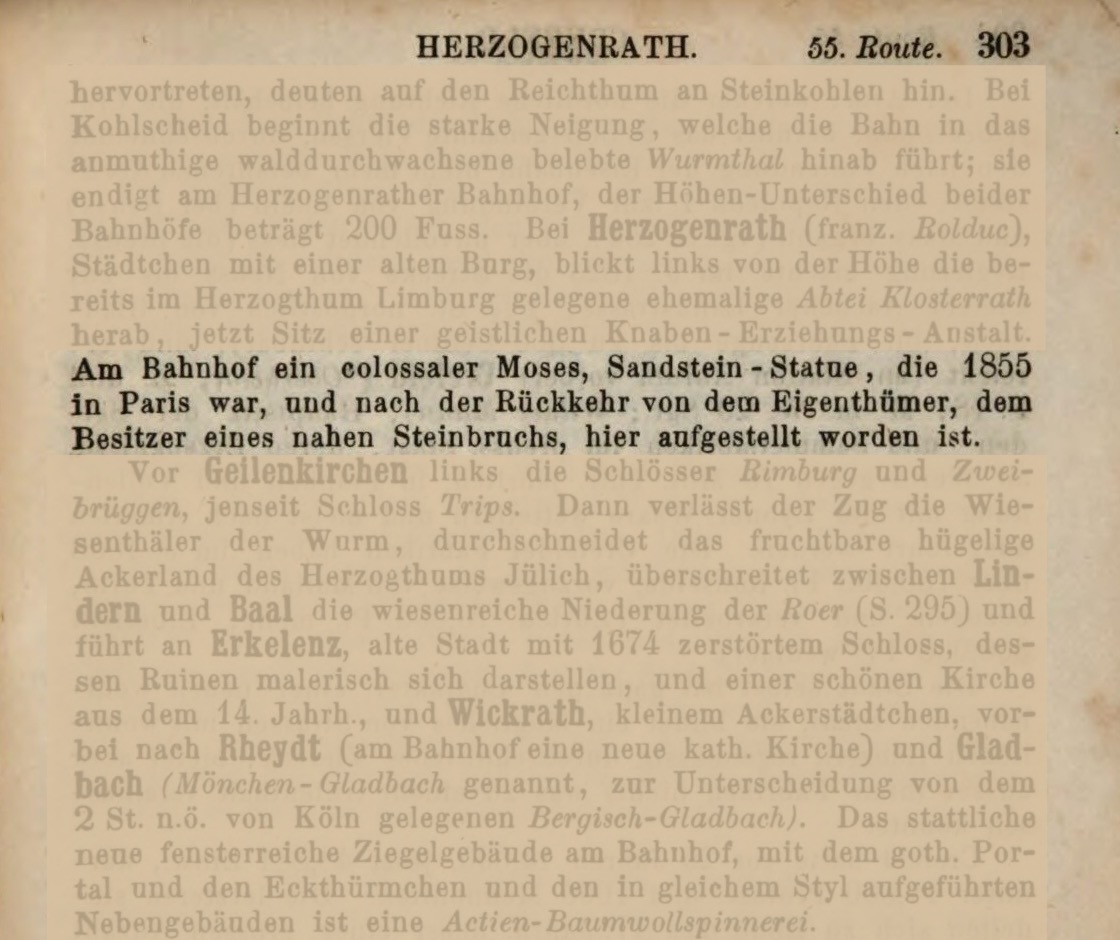
Baedeker Rheinreise, 1860, S. 303, Herzogenrath, Erwähnung der colossale[n] Statue
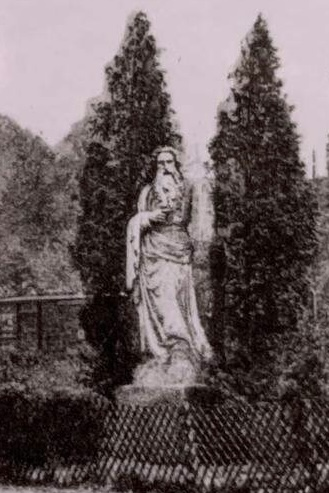
Die Moses-Figur auf einer Postkarte

Zerstört 1934. Nachdem man 1852 in Nievelstein einen besonders harten und haltbaren Sandstein (wieder-)entdeckt hatte, ließ der dortige Sand- und Kiesgrubenbesitzer Paul Dunkel von Wings eine fast doppelt lebensgroße 3,8 m große und 7,5 t schwere Moses-Figur aus diesem Stein schaffen. Die Figur war für Dunkels Stand auf der Weltausstellung in Paris 1855 bestimmt. Nach der Rückkehr der Figur aus Paris blieb sie längere Zeit auf dem Bahnhofsgelände. Später wurde sie vor dem Bahnhof auf einen Holz-, danach auf einem Steinsockel aufgestellt.

### Seitenaltar (Wegberg)

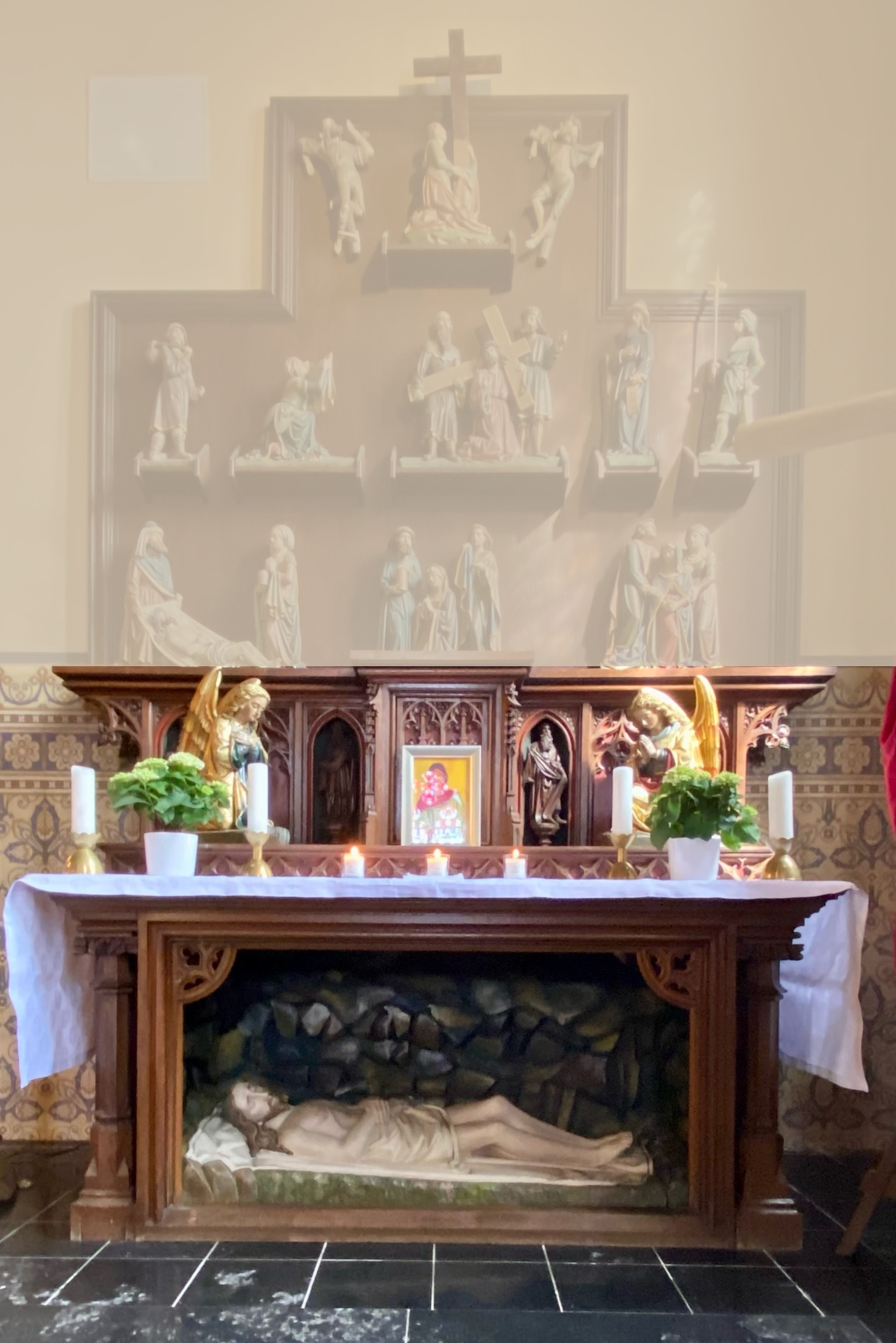
St. Peter und Paul (Wegberg), südlicher Seitenaltar, Unterteil von Wilhelm Joseph Wings, geöffnet
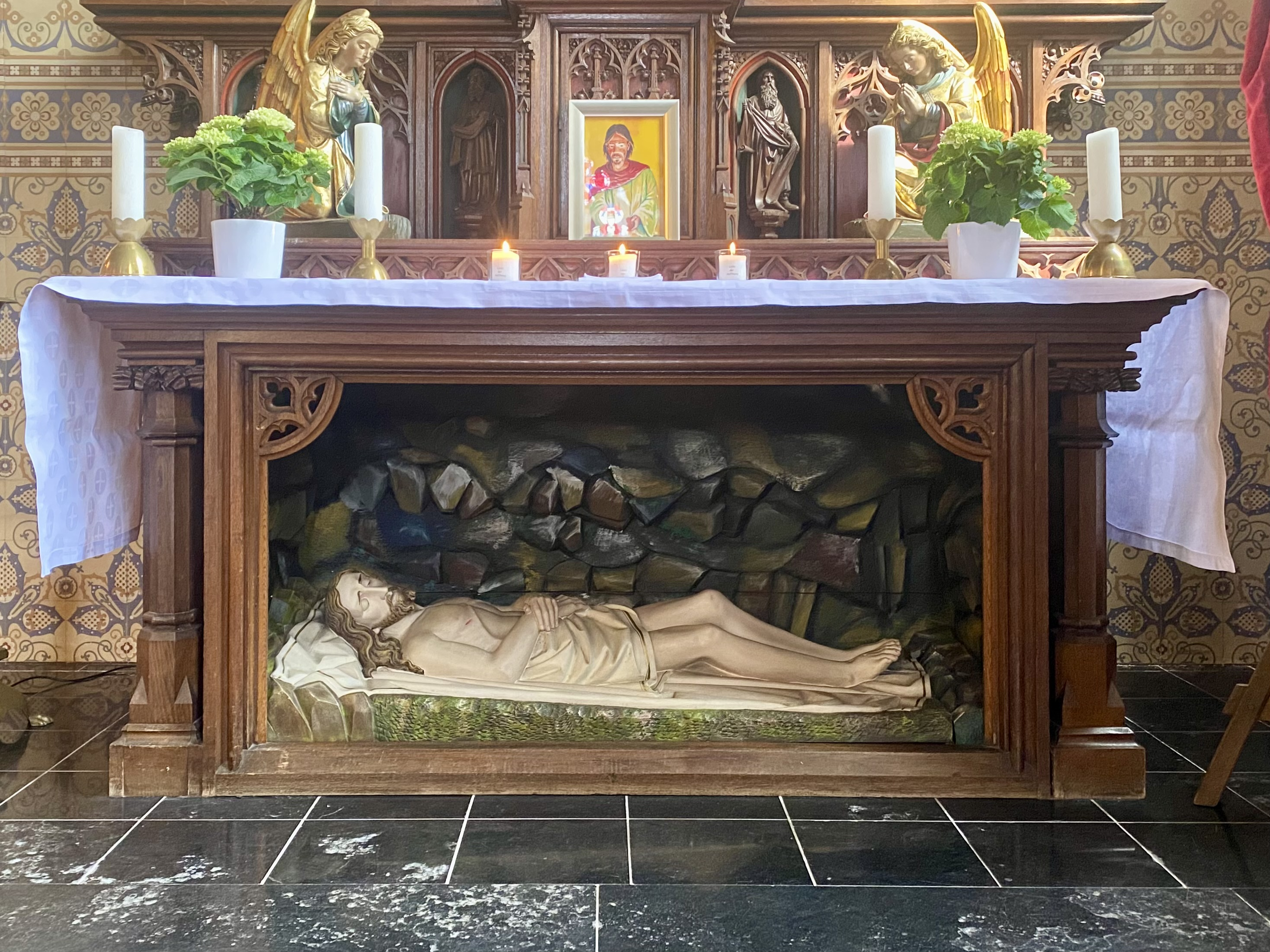
St. Peter und Paul (Wegberg), südlicher Seitenaltar, Heiliges Grab

Der südliche Seitenaltar wurde vom Bildhauer Wilhelm Josef Wings geschaffen. Durch die Schäden aus dem Zweiten Weltkrieg haben sich von dem neugotischem Seitenaltar der untere Teil des Retabels und die Mensa erhalten. Unter der Mensa befindet sich das aus Holz geschnitzte Heilige Grab. In einer aus geschichteten Steinen gebildeten Höhle liegt der Leichnam Christi auf einem Leichentuch. Während des Jahres ist das Heilige Grab durch eine Blende mit Schnitzwerk verdeckt. In der Karwoche wird diese am Karfreitag und Karsamstag entfernt und gibt den Blick frei.